# Spellenstein

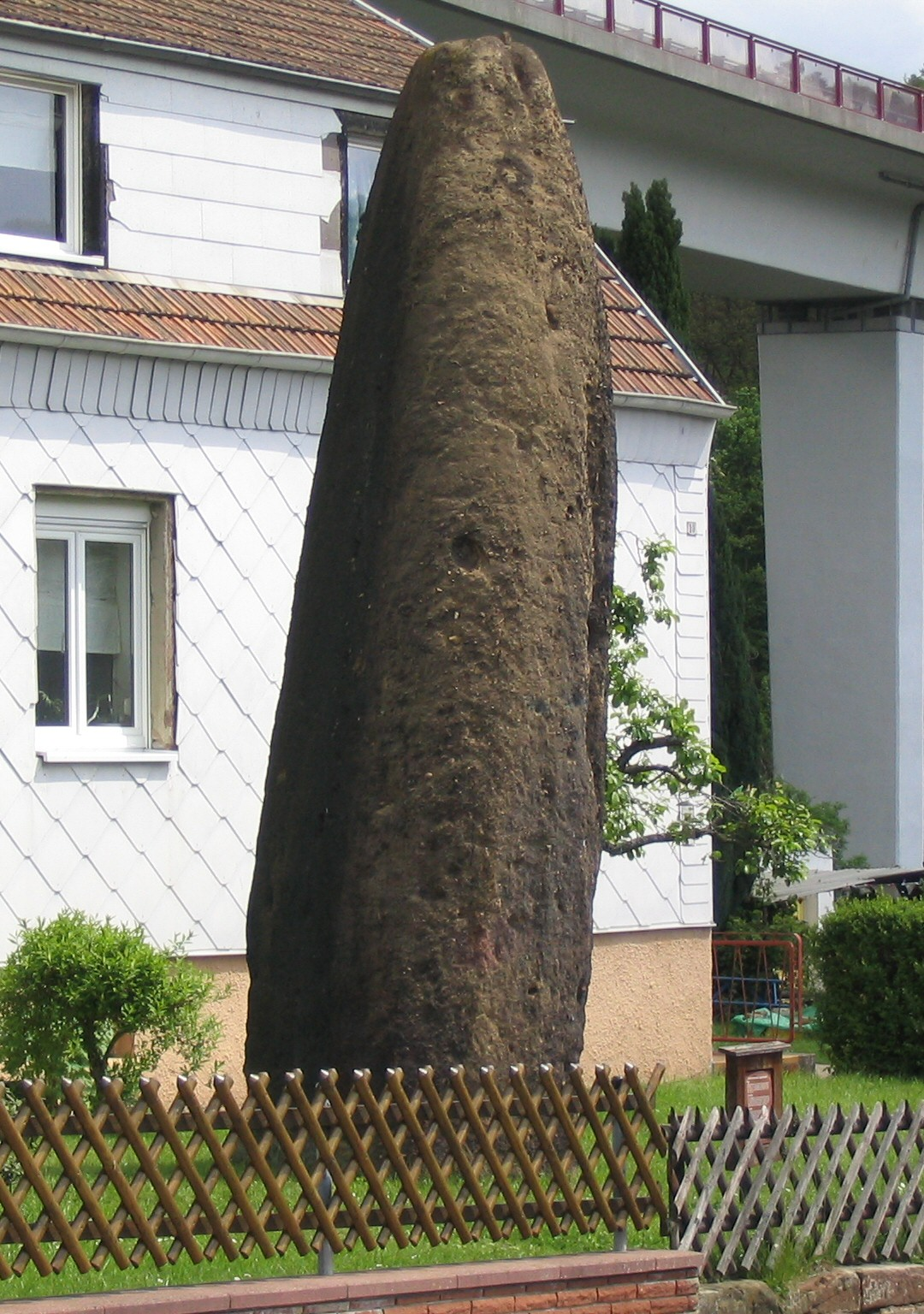
Spellenstein

Spellenstein – neolityczny menhir stojący w ogrodzie przed prywatnym domem przy ulicy Am Spellenstein 12 w Rentrisch koło St. Ingbert w powiecie Saarpfalz w niemieckim kraju związkowym Saara. Trzeci co do wielkości tego typu obiekt w Europie Środkowej.
Menhir ma 6,55 m wysokości (z czego 1,50 wkopane jest w ziemię) i 4,80 m w obwodzie. Wykonano go pod koniec neolitu, około 1800 p.n.e., z twardego piaskowca sprowadzonego przypuszczalnie z Pfaffenkopf koło Dudweiler. Historycznie znany pod różnymi nazwami: Spille, Langer Stein, Langenstein, Riesenwetzstein, Krimhildespill, Spillenstein. Przypuszczalnie pełnił funkcje kultowe, o czym może świadczyć jego falliczny kształt.
W średniowieczu menhir pełnił funkcję kamienia granicznego, rozdzielającego ziemie hrabiów Saarbrücken od Palatynatu Dwóch Mostów.